# Ralston (Wyoming)
Ralston è un census-designated place degli Stati Uniti d'America, situato nella Contea di Park nello stato del Wyoming. Nel censimento del 2000 la popolazione era di 233 abitanti.

## Geografia fisica
Secondo i rilevamenti dell'United States Census Bureau, la località di Ralston si estende su una superficie di 14,6 km², tutti occupati da terre.

## Popolazione
Secondo il censimento del 2000, a Ralston vivevano 233 persone, ed erano presenti 74 gruppi familiari. La densità di popolazione era di 16,0 ab./km². Nel territorio comunale si trovavano 101 unità edificate. Per quanto riguarda la composizione etnica degli abitanti, il 95,44% era bianco, lo 0,13% era afroamericano, lo 0,47% era nativo, lo 0,39% proveniva dall'Asia, il 2,53% apparteneva ad altre razze e l'1,01% a due o più. La popolazione di ogni razza ispanica corrispondeva al 6,81% degli abitanti.
Per quanto riguarda la suddivisione della popolazione in fasce d'età, il 19,3% era al di sotto dei 18, il 5,2% fra i 18 e i 24, il 24,0% fra i 25 e i 44, il 31,8% fra i 45 e i 64, mentre infine il 19,7% era al di sopra dei 65 anni di età. L'età media della popolazione era di 46 anni. Per ogni 100 donne residenti vivevano 95,8 uomini.